# Anni 540 a.C.
Gli anni 540 a.C. sono il decennio che comprende gli anni dal 549 a.C. al 540 a.C. inclusi.

## Eventi, invenzioni e scoperte
549 a.C.
- Annei diventa imperatore del Giappone, succedendo a Suizei.

546 a.C.
- Ciro II di Persia sconfigge il re della Lidia, Creso, e i suoi territori (comprendenti le colonie greche della Ionia) sono incorporati nell'impero archemènide.

545-546 a.C.
Anassimandro muore
543 a.C.
- Vijaiya, il primo re singalese, giunge sull'isola di Sri Lanka

540 a.C.
- Battaglia di Alalia: Cartaginesi ed Etruschi scacciano i Greci dalla Corsica
- Milone di Crotone vince per la prima volta le Olimpiadi (lotta)

## Nati
- Sun Tzu, generale e filosofo cinese († 496 a.C.)543 a.C.
- Vijaya di Sri Lanka, sovrano († 504 a.C.)540 a.C.
- Gelone, siceliota († 478 a.C.)

## Morti
- Suizei, imperatore giapponese (n. 632 a.C.)547 a.C.
- Alceta I di Macedonia, re546 a.C.
- Abradate, principe persiano
- Otriade, militare spartano